# Графиня Даш
Графиня Даш (фр. Comtesse Dash; род. 1 августа 1804, Пуатье — ум. 9 сентября 1872, Париж) — псевдоним французской писательницы Габриэль Анны де Систерн де Куртира, виконтессы де Сен-Мар (Gabrielle Anna de Cisternes de Courtiras, vicomtesse de Saint-Mars), автора бытовых и исторических романов, имевших успех и переводившихся на русский язык.

## Биография

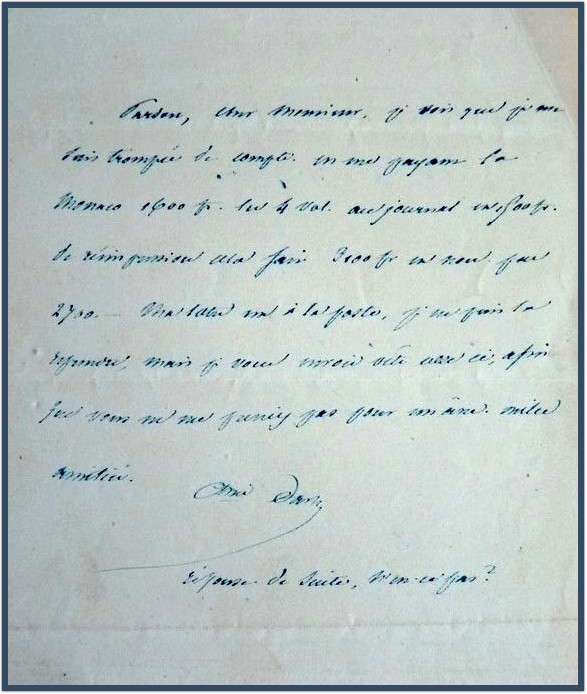
Письмо Графини Даш Александру Дюма (отцу) об ошибке в оплате «La Princesse de Monaco»

Габриэль де Систерн была родом из богатой аристократической семьи. Отец — Антуан Систерн (Antoine Cisternes; ум. 6 окт. 1826 в Вандоме), мать Анн-Мари Оранс (Anne-Marie Horens). Габриэль получила хорошее образование. В 18 лет, 9 октября 1822 года, в родном Пуатье была выдана замуж за капитана драгунского полка виконта Эжена де Пуаллою де Сен-Мар (Eugène-Jules de Poilloüe de Saint-Mars). Начала сочинять и печататься, потому что её промотавшийся муж умер, оставив Габриэль в бедности.
Обладая наблюдательностью и хорошо зная французскую историю, Даш написала ряд романов — бытовых и полуисторических, имевших успех. По мнению авторов ЭСБЕ, всего лучше ей удавалось изображение великосветской жизни; всего слабее её романы мелодраматического характера. Также сочиняла для Александра Дюма: романы «Воспоминания слепой, или Госпожа дю Деффан» (Mémoires d’une aveugle ou Madame du Deffand; 1856), и «Царица Сладострастия» (La Dame de volupté; 1863; вторая часть трилогии «Савойский дом», продолжение романа «Паж герцога Савойского»).
Закончила жизнь в Париже, в 17-м округе. Похоронена на кладбище Монмартра (участок 23).

## Произведения
Лучшие из её романов, многие из которых были чрезвычайно популярны в русском переводе:
- «Jeu de la reine» (1839);
- «Les bals-masqués» (1842);
- «Le comte de Sombreuil» (1843);
- «Les amours de Bussy-Rabutin» (1860);
- «La dernière favorite» (1855);
- «La belle aux yeux d’or» (1860);
- «Les soupers de la régence» (1865);
- «Comment tombent les femmes» (1867);
- «Les aventures d’une jeune mariée» (1870);
- «La chambre rouge» (1870).